# Pidopryhory
Pidopryhory (ukr. Підопригори) – wieś na Ukrainie, w obwodzie sumskim, w rejonie sumskim, w hromadzie Łebedyn. W 2001 liczyła 476 mieszkańców, spośród których 455 wskazało jako ojczysty język ukraiński, 16 rosyjski, 2 białoruski, a 3 ormiański.